# 西瓜 (巴勒斯坦的象征)

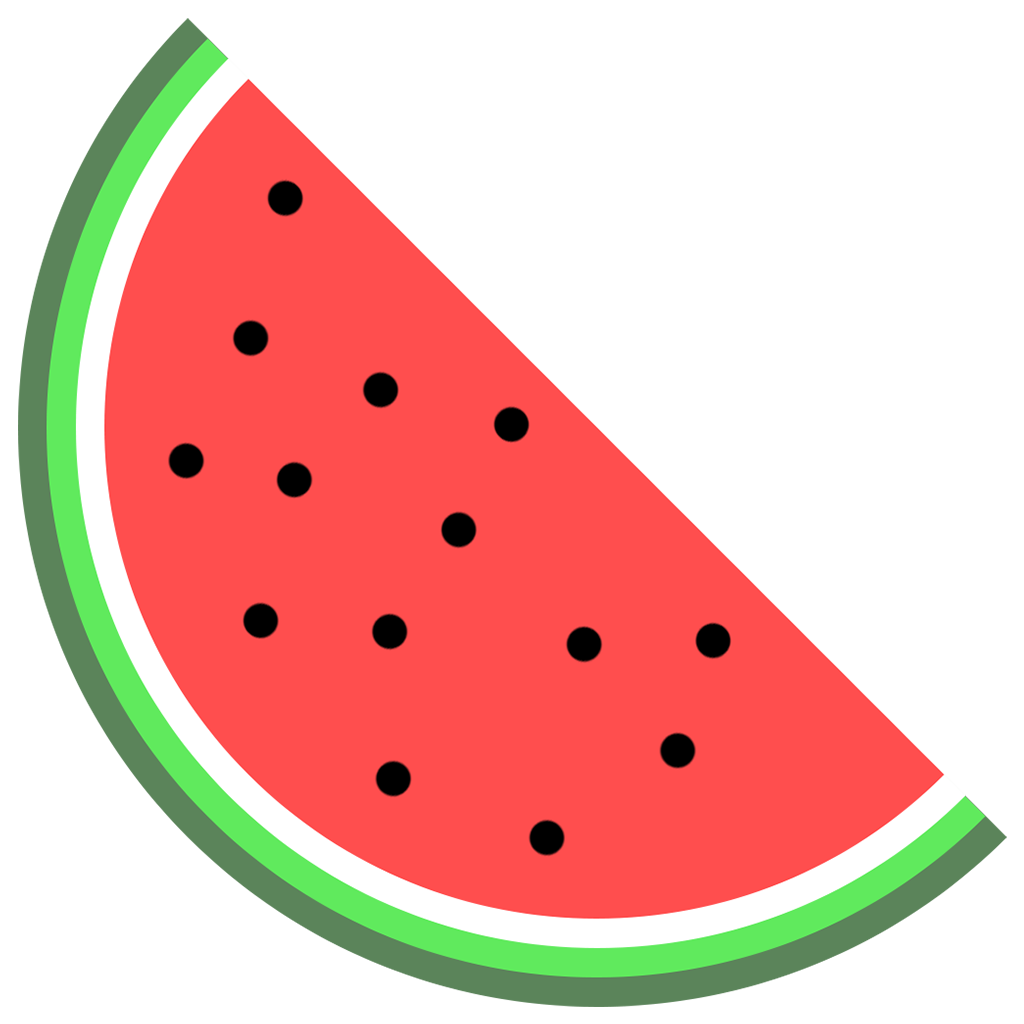
切片西瓜图案。

在巴勒斯坦地區，西瓜被当地人用作抗议活动和艺术作品中，以抗议以色列占领巴勒斯坦地区。这一象征也被其它国家和地区的巴勒斯坦支持者使用。

## 历史
历史上，以色列曾禁止展示含有泛阿拉伯颜色（红、黑、白、绿四色）的巴勒斯坦国旗长达数十年之久，特别是1967年第三次中东战争之后，以色列当局亦禁止在加沙和约旦河西岸悬挂巴勒斯坦国旗或颜色相同的旗帜，任何悬挂相关旗帜的人都可能被以色列军队逮捕。因此巴勒斯坦阿拉伯人开始以颜色相同的西瓜（红色果肉、黑色瓜子、白色内果皮、绿色外皮）作为巴勒斯坦的象征符号。
但即使是西瓜图片，也可能招致以色列官方的反感。例如1980年，以军关闭了约旦河西岸拉姆安拉的一处艺术画廊，理由是展出的西瓜艺术品中，出现了与巴勒斯坦国旗相同的红、黑、白、绿四色。《纽约时报》亦报道称有巴勒斯坦年轻人因携带切片西瓜被捕，但巴勒斯坦艺术家苏莱曼·曼苏尔对这一事件的真实性表示质疑。
1993年，作为《奥斯陆协议》的一部分，以色列取消了对巴勒斯坦国旗的禁令。但此后公开展示巴勒斯坦国旗仍不时遭遇阻挠。

## 现况
2023年，以色列国家安全部再次禁止在公共场所悬挂巴勒斯坦国旗。作为回应，许多以色列人贴出西瓜图片，上面写着“这不是巴勒斯坦国旗”。
自2023年10月以色列—哈马斯战争爆发以来，许多人在各种社交媒体平台上使用西瓜表情符号（🍉），而不是巴勒斯坦国旗图案，以隐晦地表达对巴勒斯坦的支持，规避社交平台的审查。

## 示例

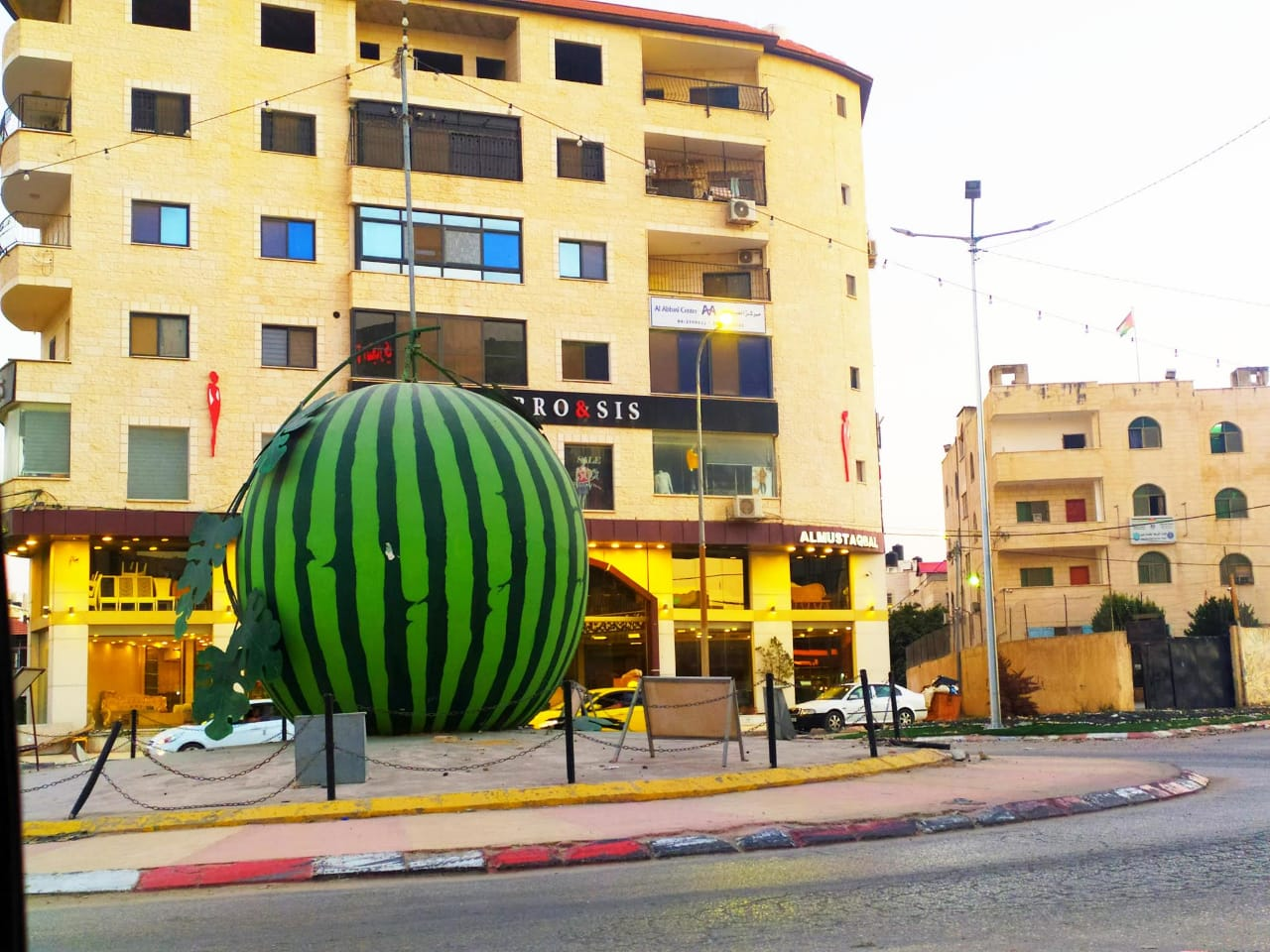
巴勒斯坦杰宁的一处西瓜雕塑（摄于2021年）。
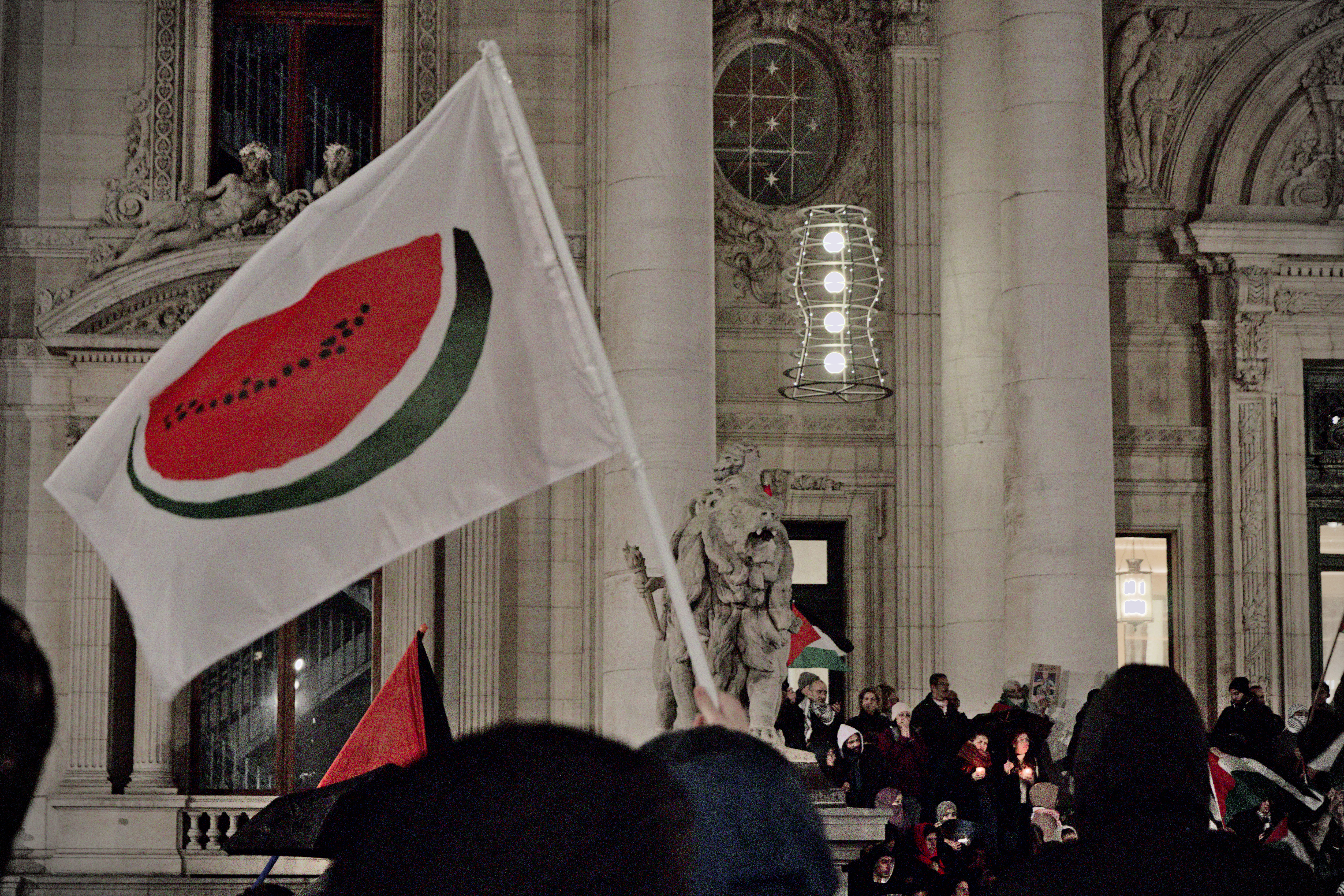
比利时布鲁塞尔，示威者高举西瓜旗帜声援巴勒斯坦（摄于2023年）。
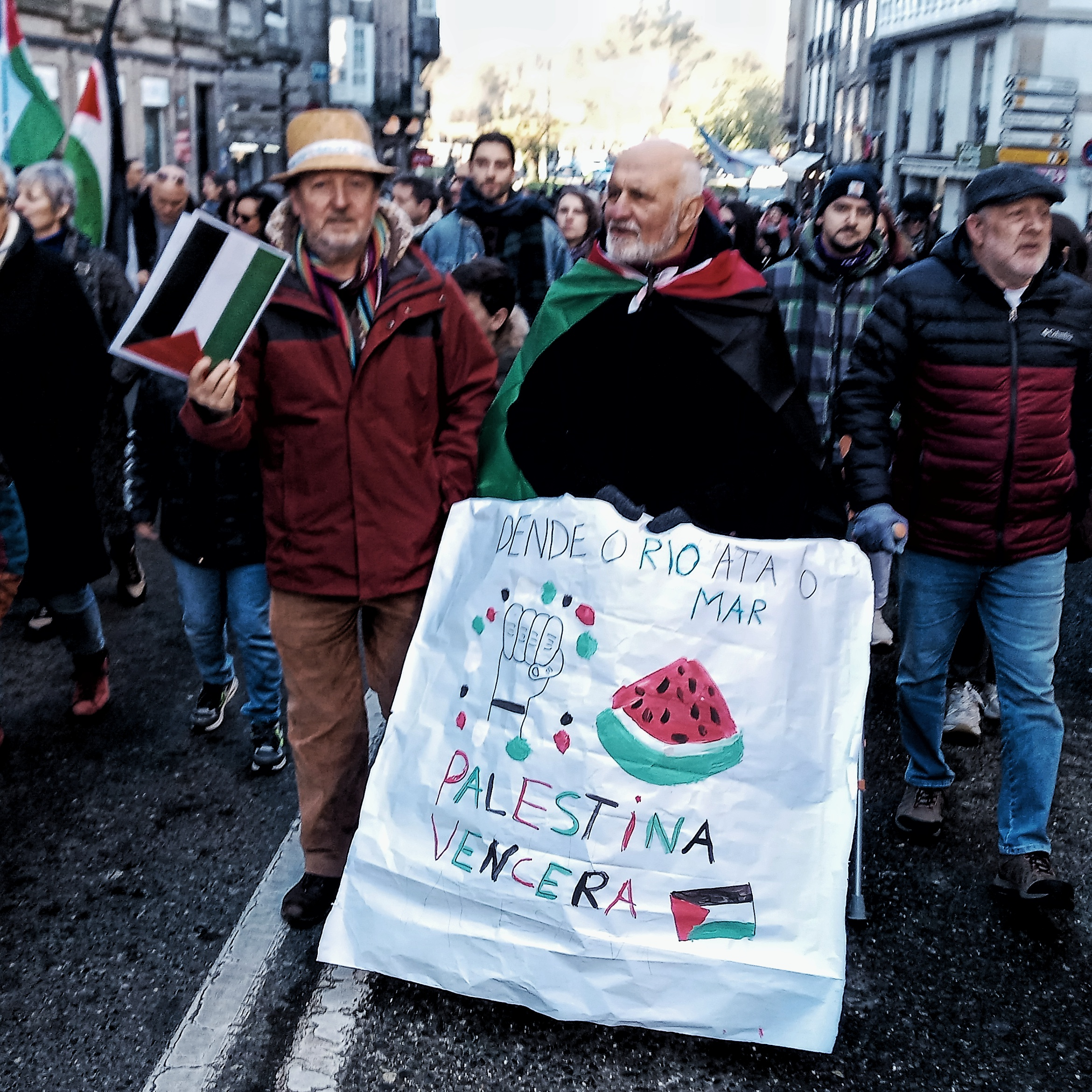
西班牙圣地亚哥-德孔波斯特拉，示威者展示带有西瓜图案的标语声援巴勒斯坦（摄于2023年）。
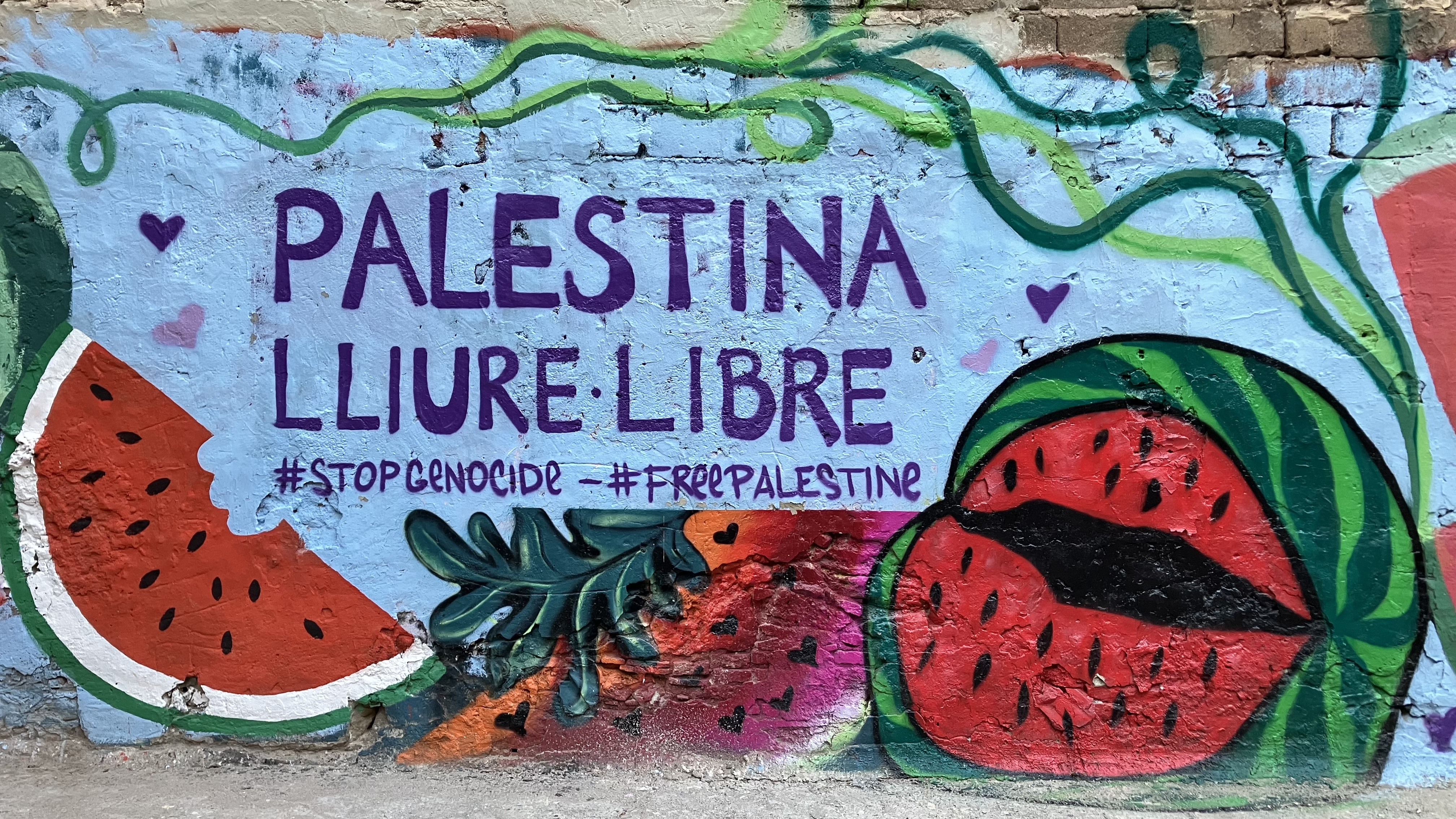
西班牙巴塞罗那一处支持巴勒斯坦的涂鸦（摄于2024年）。